# Beleg van Amersfoort (1427)
Het Beleg van Amersfoort was een belegering door Filips de Goede van de stad die plaatsvond tijdens de Hoekse en Kabeljauwse twisten van 1 tot 8 november van 1427. Het beleg duurde acht dagen.

## Achtergrond
Jacoba van Beieren zocht steeds meer de steun in het Sticht, en verkreeg deze ook wel van bisschop Rudolf van Diepholt, maar deze was zelf in een Stichtse partijstrijd beland, die ook wel het Utrechts Schisma werd genoemd, en hij vocht om de bisschopszetel met Zweder van Culemborg. Van Culemborg had de steun van Paus Martinus V en ook Filips de Goede mee, van Diepholt had echter de grootte van zijn achterban mee. De onderhuidse verhouding waren dat de Lichtenberger, in Holland Hoeken genoemd, de heersende partijen waren binnen zowel Utrecht als Amersfoort, De Lockhorsten, in Holland Kabeljauwen genoemd, wisten met de komst van Zweder van Culemborg steeds meer positie te winnen. Een en ander leidde tot het beleg van Amersfoort.
Op 14 maart 1427 verklaarde Rudolf de oorlog aan zijn tegenstanders, Filips de Goede deed dit op 30 mei 1427 aan Rudolf en zijn partij.
In 1427 sloot Filips de Goede de Eemmond af en marcheerde met een leger via Eemnes, Baarn, Soest en Bunschoten naar Amersfoort.

## Beleg
Filips de Goede toog naar Amersfoort met in de gelederen de heren Jean de Villiers de L'Isle-Adam en Jean van Bournonville, deze gaven leiding aan de huurlegers uit Vlaanderen en Artesië, terwijl Filips het bevel gaf aan de Picarden, die vooral uit boogschutters bestonden. Daarbij kwam nog versterking vanuit Amsterdam en Haarlem, een Hollands leger gestuurd door stadhouder Roeland van Uitkerke.

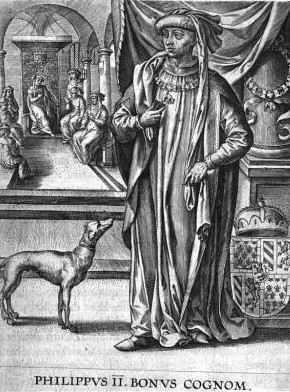
Filips de Goede, een schets van hem gemaakt in Brabant tijdens zijn doortocht naar Holland en Utrecht.

Toch had de stad nog tijd gevonden om op tijd levensmiddelen binnen te halen en een troepensterkte van 300 sympathiserende Stichtse boogschutters binnen de stadswallen te krijgen. Daarbij hadden de bewoners nog enige steun van hun grachten en de muren als verdedigingslinie.
Het beleg verliep als volgt: Filips deed drie pogingen tot bestorming van de stad, op de achtste dag leek het te gaan lukken, Filips mannen hadden de gracht overgestoken en waren een eind op weg om de muren over te komen. Filips de Goede deed volgens historische beschrijvingen ook mee aan de belegering in volle harnas uitrusting en schroomde niet om doordrenkt in de modder de stadsmuren te naderen. Er vielen bij deze bestorming vele doden aan Bourgondische zijde. De Amersfoorters wisten lang stand te houden maar het einde leek in aantocht, maar plotseling kwamen de vrouwen hun mannen steunen met vaten opgewarmd bier, deze werden over de kantelen geleegd waardoor de tegenpartij kort blind werd van het goedje en uiteindelijk de aftocht blies.

## Nasleep

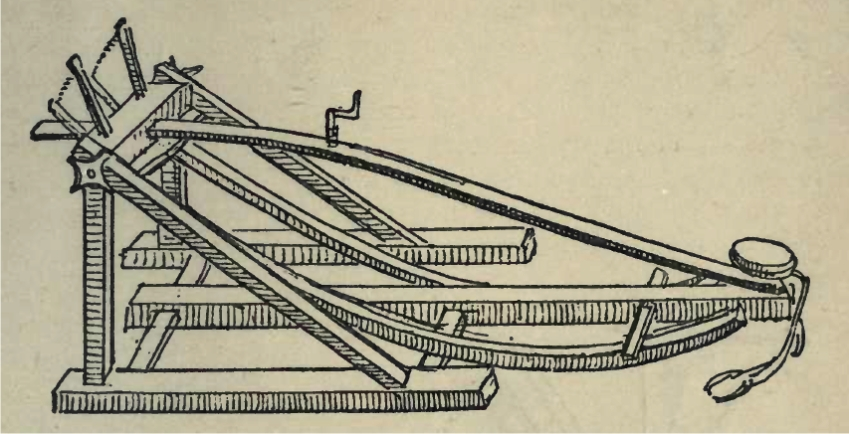
Een grote "Kat" stond gereed aan de monding van de Eem, maar zonk in de rivier om onduidelijke redenen.

Filips had kort bij de stad een katapult klaar staan aan de oevers van de Eemmond, deze zou kort na het beleg plots omgevallen zijn en gezonken in de Eem. Nadat Filips en zijn leger vertrokken was, hebben de Amersfoorters vermoedelijk het huis Hamelenberg verwoest dat zich aan de rechter oever van de Eem bevond. Aan het beleg herinneren nog twee lood fijn zilver met inscriptie, deze bevinden zich in het Sint Joriskapittel.
In het voorjaar van 1428 gingen de poorters en burgers van de steden Utrecht en Amersfoort naar Bunschoten, uit wraak omdat het stadje hertog Filips had bijgestaan en het de plek was waar hij zijn uitvalbasis had. In alle woede en hevigheid branden alle huizen af en alle muren werden afgebroken. Hierdoor zou Bunschoten definitief zijn stedelijk karakter verliezen en Filips had geen uitvalbasis meer.
Op 12 november 1428 werd een bestand gesloten en op 28 juli 1429 een soort vredesverdrag getekend, waar de Hoeken en Rudolf van Diepholt als winnaars uitkwamen. .
Rudolf van Diepholt hield zich tijdens het beleg merendeels schuil op de Veluwe en Deventer.